# HD 6676
HD 6676，又名BD+57 200，SAO 22032、HR 326，是一颗恒星，视星等为5.79，位于銀經125.19，銀緯-4.53，其B1900.0坐标为赤經1h 2m 25.6s，赤緯+57° -4.53′ 47″。